# Eubaphe hesperina
Eubaphe hesperina är en fjärilsart som beskrevs av Hermann Burmeister 1878. Eubaphe hesperina ingår i släktet Eubaphe och familjen mätare. Inga underarter finns listade i Catalogue of Life.